# ماریانو روخاس
ماریانو روخاس (اسپانیایی: Mariano Rojas‎; ۱۲ ژوئن ۱۹۷۳ – ۲۳ ژوئن ۱۹۹۶) دوچرخه‌سوار اهل اسپانیا بود. وی در مسابقات تور دو فرانس شرکت کرده است.